# St. Katharina (Bad Colberg)

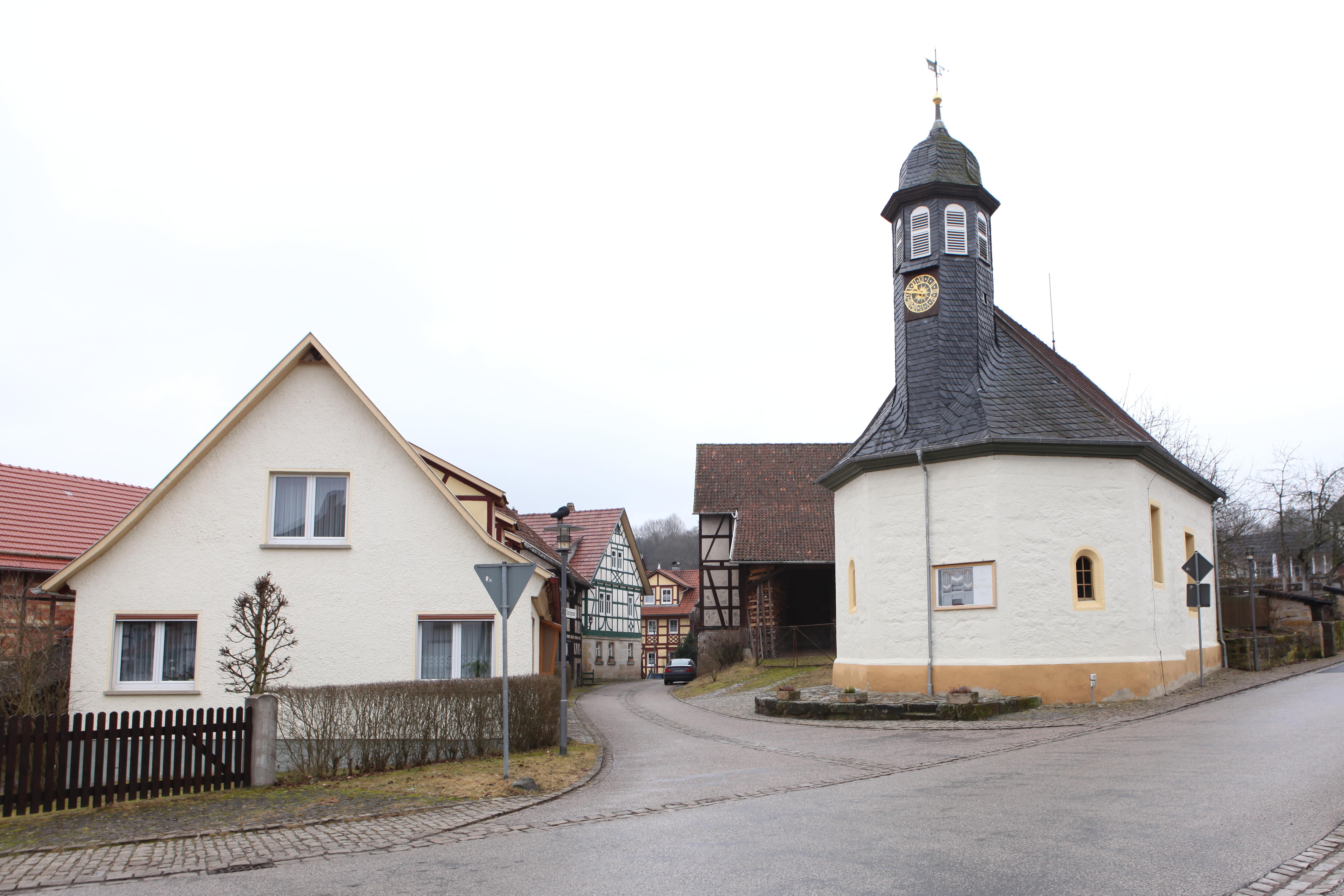
St. Katharina

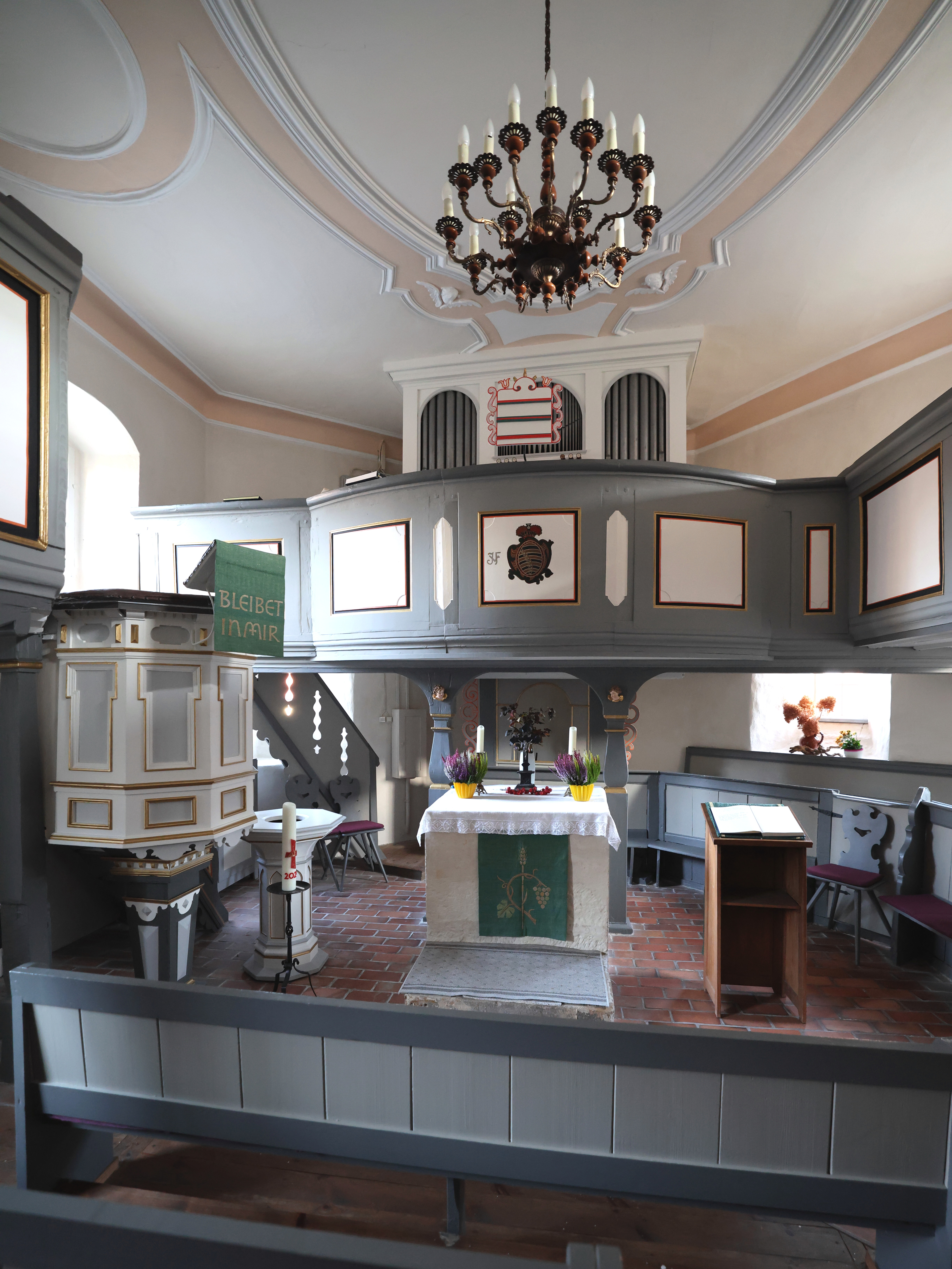
Altarraum

Die denkmalgeschützte evangelisch-lutherische Kirche St. Katharina steht im Stadtteil Bad Colberg der Stadt Heldburg im Landkreis Hildburghausen in Thüringen.

## Geschichte
Die Katharinenkapelle wurde 1528 als erste Trägerin des nunmehr in der Kirche befindlichen sächsischen Rautenwappens erwähnt. Demnach stand die Kapelle schon länger an diesem Standort.
Die Kapelle ist 9 Meter lang und 7 Meter breit. An der Nordost- und Südostseite ist je ein kleines rundbogiges Fenster mit Eckabkantung wohl noch von der Wegekapelle erhalten. Im Zuge der Reformation wurde ein silbernes Bild des Heiligen Leonhard entfernt.
Die mechanische Schleifladenorgel stellte vermutlich der Heldburger Orgelbauer Lorenz Konrad Heybach 1880 auf. Das Instrument hat sechs Register auf einem Manual und Pedal.